# Aix-en-Issart
Aix-en-Issart (Aussprache [ɛks‿ɑ̃niˈsaʁ], flämisch: Rodenaken) ist eine französische Gemeinde mit 267 Einwohnern (Stand: 1. Januar 2022) im Département Pas-de-Calais in der Region Hauts-de-France. Sie gehört zum Arrondissement Montreuil und ist Mitglied im Gemeindeverband Communauté de communes des 7 Vallées. Die Einwohner werden Aixois und Aixoises genannt.

## Geographie
Die Gemeinde Aix-en-Issart liegt in einem Seitental der Canche in der historischen Landschaft Artois, 19 Kilometer von der Ärmelkanalküste entfernt. Nachbargemeinden von Aix-en-Issart sind Alette und Sempy im Norden, Saint-Denœux im Osten, Marenla im Süden und Südosten, Marant im Südwesten und Westen sowie Estrée und Montcavrel im Nordwesten.

## Bevölkerungsentwicklung
| Jahr                       | 1962 | 1968 | 1975 | 1982 | 1990 | 1999 | 2006 | 2012 | 2022 |
| Einwohner                  | 293  | 283  | 264  | 239  | 247  | 210  | 259  | 260  | 267  |
| Quellen: Cassini und INSEE |      |      |      |      |      |      |      |      |      |

## Sehenswürdigkeiten

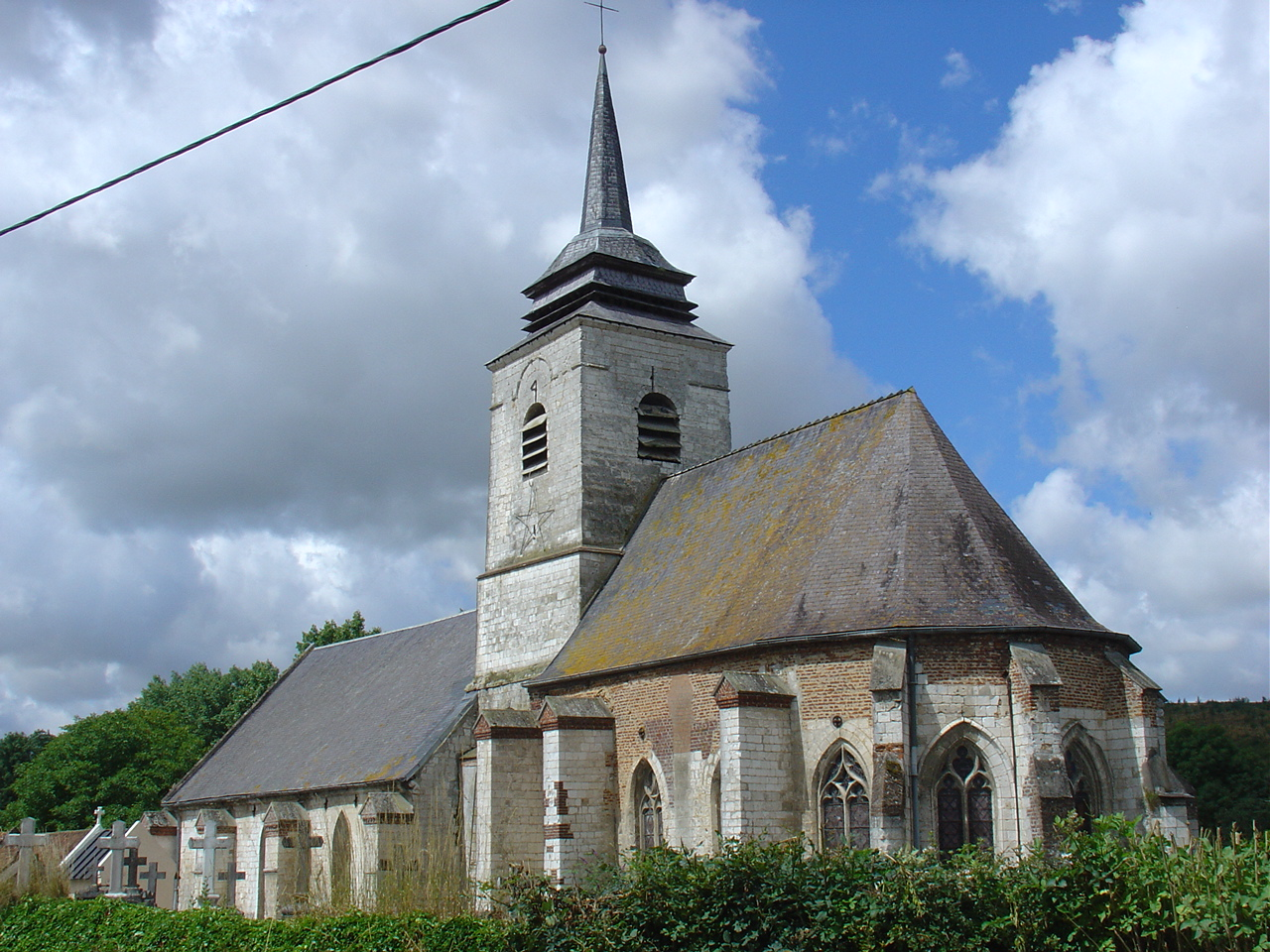
Kirche Saint-Pierre

- Kirche Saint-Pierre

## Persönlichkeiten
- Jean de Beaurain (1696–1771), Kartograph